# Louise von François
Pour les articles homonymes, voir François.
Marie-Louise von François, née le 27 juin 1817 à Herzberg (Elster) et morte le 25 septembre 1893 à Weißenfels, est une écrivaine allemande, surtout connue pour son roman historique Die letzte Reckenburgerin (1871). Elle est une amie et correspondante de Marie von Ebner-Eschenbach et de Conrad Ferdinand Meyer.

## Biographie
Elle est la fille d'un riche agent venant d'une vieille famille noble française et sa mère est issue de la noblesse saxonne, de tendance huguenote. Son père meurt pendant sa jeunesse et sa mère se remarie à plusieurs reprises. Dans son enfance, elle fera la lecture de textes issus de récits des « Guerres de libération » à son beau-père aveugle. Son oncle obtient sa garde à Potsdam, où elle découvre ses écrits sur les guerres napoléoniennes. Ses gardiens dilapident son héritage et elle rompt alors ses fiançailles, n'ayant plus de dot,.
En 1855, elle retourne à Weißenfels pour s'occuper de sa mère malade, ce qu'elle fera pendant les 20 années suivantes,. Lors de ses dernières années, elle étudie la littérature et la philosophie dont Johann Wolfgang von Goethe et est membre de la Goethe Society.

### Carrière littéraire
Elle commence sa carrière en publiant des nouvelles dans différentes revues comme Der Posten der Frau en 1857.
À 54 ans en 1865, elle publie Die letzte Reckenburgerin [La dernière dame de Reckenburg], son roman le plus populaire qui se situe lors des Guerres napoléoniennes. Sept ans plus tard, elle publie un second roman Frau Erdmuthens Zwillingssöhne, se déroulant là aussi durant les guerres napoléoniennes, racontant l'histoire de deux frères choisissant chacun un camp différent. Le roman est considéré comme l'un des plus novateurs de son époque,.
Peu après la publication de son premier roman, elle commence une relation épistolaire avec Marie von Ebner-Eschenbach, une écrivaine autrichienne, qu'elle rencontrera trois fois, en 1880, en 1881 et en 1884. Leur relation épistolaire durera trente ans, les deux femmes s'encourageant à chacune des publications de l'autre. Ebner-Eschenbach aidera même à transformer la nouvelle Der Posten der Frau en une pièce de théâtre.
En 1874, elle publie un ouvrage pour l'étude des guerres napoléoniennes, Geschichte der preußischen Befreiungskriege in den Jahren 1813-1815.
En 1881, elle fait également la connaissance de Conrad Ferdinand Meyer, qui se présente à elle comme le « destinataire idéal »,. Il lui envoie un exemplaire de son roman Jürg Jenatsch, pour avoir son avis. Ils échangeront des lettres jusqu'en 1891. Leur correspondance sera publiée en 1905. Elle entretient également une correspondance avec son aînée, Fanny Tarnow (de) en 1837 et 1852 mais la moitié des lettres (celle qu'elle envoya) sont aujourd'hui perdues.

## Œuvres
Les œuvres publiées de Marie-Louise von François selon An Encyclopedia of Continental Women Writers
- Ausgewählte Novelle [Sélection d'histoires courtes], 1867.
- Die letzte Reckenburgerin [La dernière dame de Reckenburg], 1871.
- Erzählungen [Histoires], 1871.
- Frau Erdmuthens Zwillingssöhne [Les jumeaux de Mme Erdmuthen], 1872.
- Geschichte der Preussischen Befreiungskriege [Histoire de la guerre de libération de Prusse], 1813-1815.
- Ein Lesebuch für Schule und Haus [Histoire de la guerre d'Indépendance de Prusse de 1813-1815. Une lecture pour l'école et la maison], 1873.
- Hellstadt und andere Erzählungen [Hellstadt et autres histoires], 1874
- Natur und Gnade nebst anderen Erzählungen [de la Nature et de la Grâce et Autres Histoires], 1876.
- Stufenjahre eines Glücklichen [Les meilleures années d'un chanceux], 1879.
- Phosphorus Hollunder, 1881.
- Zu Füssen des Monarchen [Aux pieds de la monarchie], 1881.
- Der Posten der Frau. Lustspiel [La situation de la femme. Une comédie], 1882.
- Judith, die Kluswirthen [Judith, la femme de l'aubergiste], 1883.
- Das Jubliäum und andere Erzählungen [L'Anniversaire et autres histoires], 1886.
- Louise von François und Conrad Ferdinand Meyer : ein Briefwechsel [Correspondance avec C. F. Meyer, éditée par A. Bettelheim], Berlin, G. Reimer, 1905, 285 p.
- Gesammelte Werke [Œuvres complètes], 1918.